# Lesmone pelidnalis
Lesmone pelidnalis är en fjärilsart som beskrevs av Jacob Hübner 1818. Lesmone pelidnalis ingår i släktet Lesmone och familjen nattflyn. Inga underarter finns listade i Catalogue of Life.